# Mortefontaine (Oise)
Pour les articles homonymes, voir Mortefontaine.
Ne pas confondre avec Mortefontaine-en-Thelle, autre commune de l'Oise, ni avec Mortefontaine (Aisne).
Mortefontaine est une commune française située dans le département de l'Oise, en région Hauts-de-France.

## Géographie

### Localisation

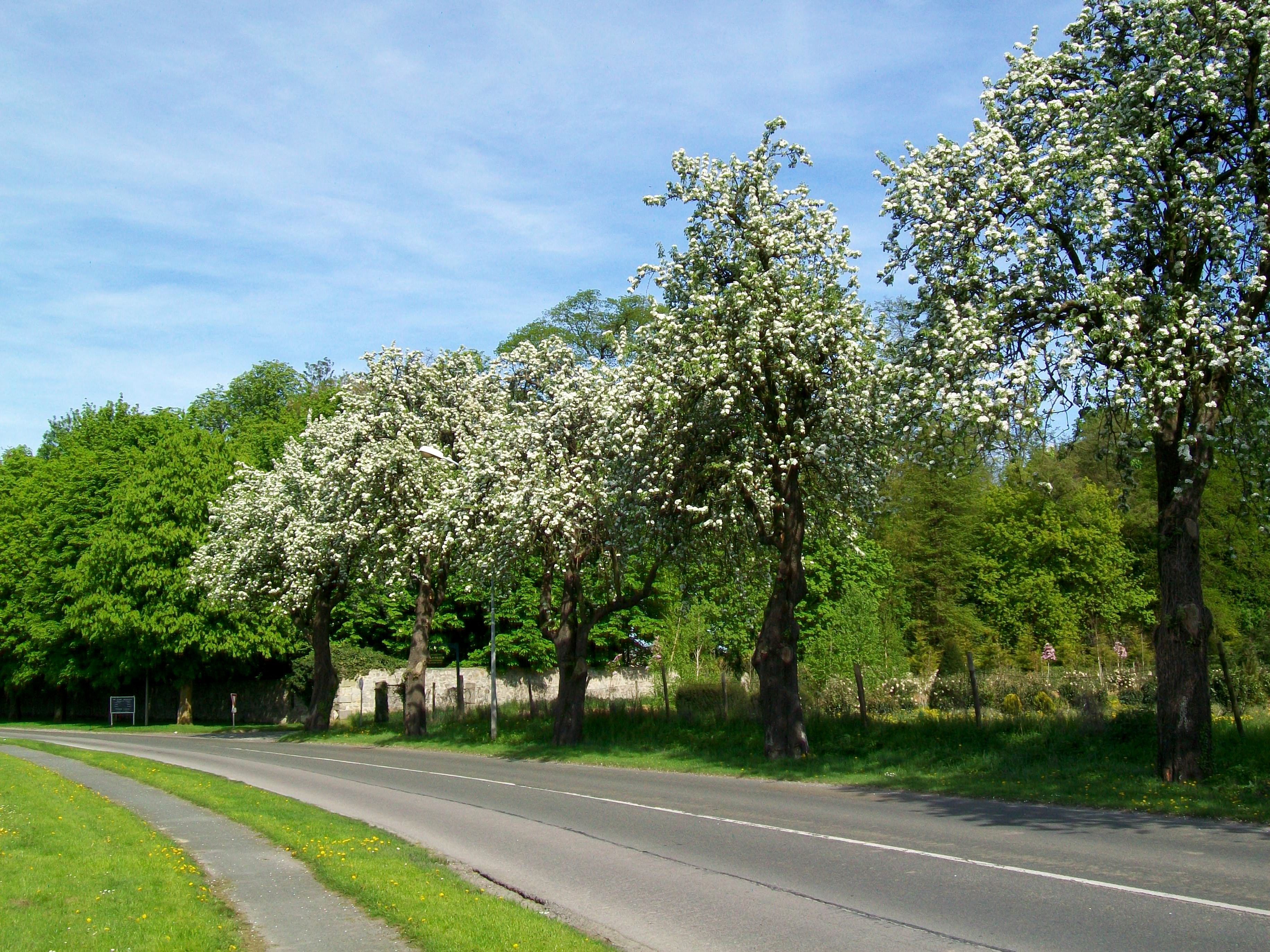
Entrée de la commune venant de Plailly.

Mortefontaine se situe dans le sud du département de l'Oise, dans le Valois, à une distance orthodromique de 34 km au nord-est de Paris et près de la forêt d'Ermenonville. Le chef-lieu d'arrondissement de Senlis est éloigné de 15 km par la RD 607 et la RD 1017, et l'autoroute A1 respectivement sa sortie n° 7 à Saint-Witz de 5,5 km par la RD 126. L'A1 met Mortefontaine à 38 km de la capitale et à 15 km de l'aéroport Roissy-Charles-de-Gaulle. 
La commune a la particularité de posséder une enclave, la butte de Montmélian, entourée des communes de Saint-Witz dans le Val-d'Oise et de la commune voisine de Plailly.
La commune se trouve dans l'aire urbaine de Paris, dans la zone d'emploi de Creil et dans le bassin de vie de Fosses.

### Communes limitrophes
Mortefontaine compte six communes limitrophes, dont deux appartiennent à la région Île-de-France et au département de Seine-et-Marne : Moussy-le-Neuf, pour une limite commune de quelques centaines de mètres, et Othis. Tenant compte de l'exclave de Montmélian, on peut y ajouter une septième commune limitrophe, Saint-Witz. 
Le territoire communal s'étire en longueur, dans un sens nord-sud, et côtoie Plailly sur toute sa limite est. Quant à Ver-sur-Launette, Mortefontaine partage avec cette commune le bois de Nerval, qui, tout comme le lieu-dit « le Fond de Nerval » sur le territoire de la commune de Plailly a inspiré à Gérard Labrunie son pseudonyme Gérard de Nerval.
|                                       | Thiers-sur-Thève                | Fontaine-Chaalis       |
|                                       | Mortefontaine (Oise)            | Ver-sur-Launette       |
| Plailly ; Saint-Witz ( par l'enclave) | Moussy-le-Neuf (Seine-et-Marne) | Othis (Seine-et-Marne) |
| Enclave : Montmélian                  |                                 |                        |

### Géologie et relief
La superficie de la commune est de 15,29 km2.
Le relief ne présente que de faibles variations d'altitude, ce qui n'empêche pas un caractère relativement accidenté, surtout au nord du village. L'altitude moyenne varie autour de 90 m, sauf sur le secteur à l'est de la RD 607, qui correspond à la vallée de la jeune Thève. Ce ruisseau prend naissance près du hameau de Montaby et de l'ancien prieuré de Saint-Sulpice-du-Désert, et traverse ensuite l'étang de la Ramée et le vaste étang de l'Épine, sur le domaine du château de Vallière. Dans les environs de la Thève, l'altitude moyenne varie autour de 60 m, avec la présence de quelques buttes parsemant la Garenne de Charlepont. Le point culminant de la commune atteint 203 m et correspond au sommet de la butte de Montmélian, sur l'enclave. Au nord de la RD 922, la majorité du territoire communal est boisée, avec l'exception notamment de la prairie de Charlepont. 

### Hydrographie

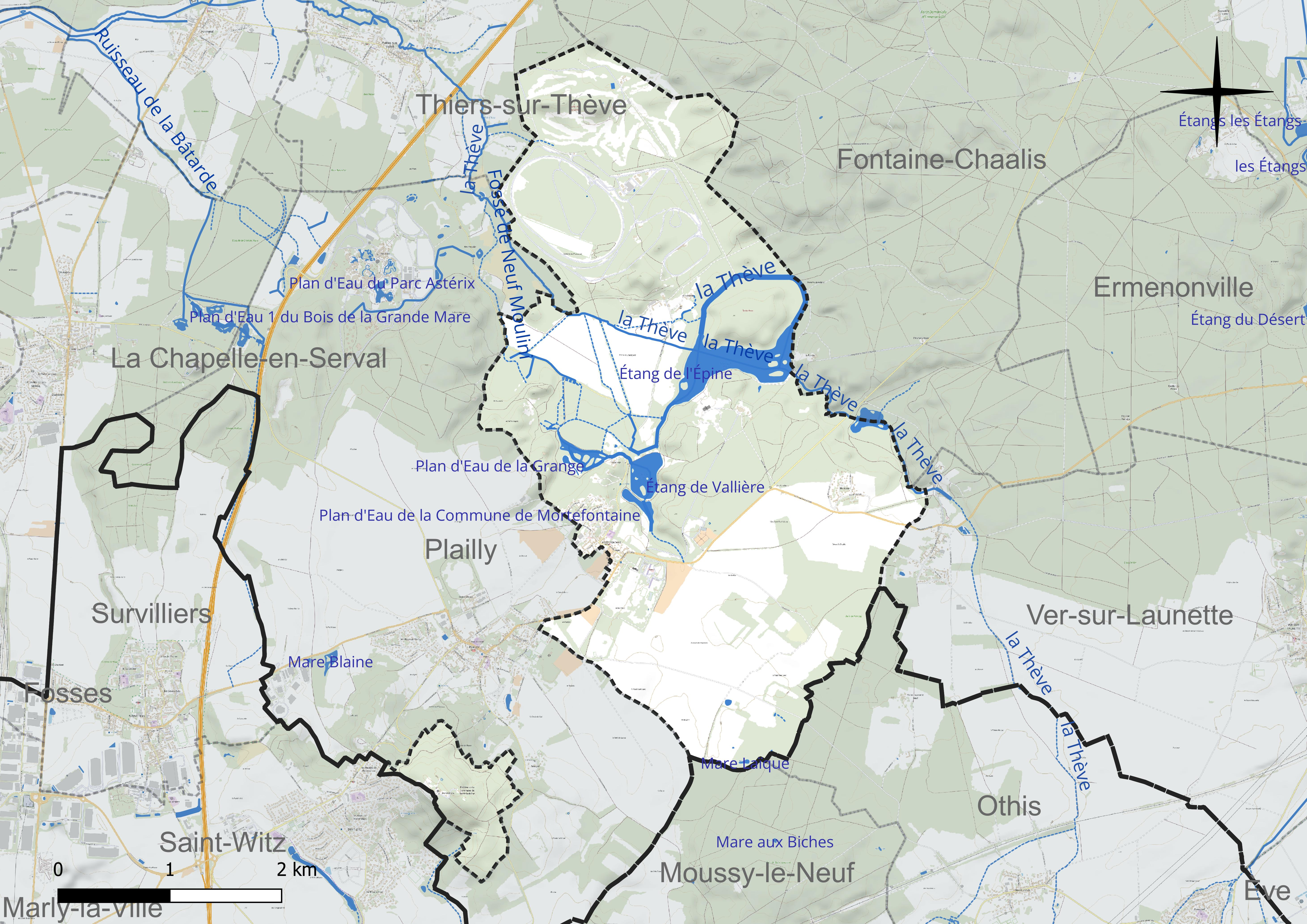
Réseau hydrographique de Mortefontaine.

La commune est située dans le bassin Seine-Normandie. Elle est drainée par la Thève, le cours d'eau 01 de l'étang de Vailière, le fossé de Neuf Moulini et un autre petit cours d'eau,.
La Thève, d'une longueur de 34 km, prend sa source dans la commune de Dammartin-en-Goële et se jette  dans l'Oise à Boran-sur-Oise, après avoir traversé 13 communes. 
Six plans d'eau complètent le réseau hydrographique : la mare Laïque (0,2 ha), le plan d'eau de la commune de Mortefontaine (2,7 ha), le plan d'eau de la Grange (4,1 ha), l'étang de la Ramée, d'une superficie totale de 4,2 ha (2,1 ha sur la commune), l'étang de l'épine, d'une superficie totale de 34,1 ha (34,1 ha sur la commune) et l'étang de Vallière (8,5 ha),.

### Climat
Pour des articles plus généraux, voir Climat des Hauts-de-France et Climat de l'Oise.
En 2010, le climat de la commune est de type climat océanique dégradé des plaines du Centre et du Nord, selon une étude du CNRS s'appuyant sur une série de données couvrant la période 1971-2000. En 2020, Météo-France publie une typologie des climats de la France métropolitaine dans laquelle la commune est dans une zone de transition entre le climat océanique et le climat océanique altéré et est dans une zone de transition entre les régions climatiques « Sud-ouest du bassin Parisien » et « Nord-est du bassin Parisien ». 
Pour la période 1971-2000, la température annuelle moyenne est de 10,9 °C, avec une amplitude thermique annuelle de 14,9 °C. Le cumul annuel moyen de précipitations est de 717 mm, avec 11 jours de précipitations en janvier et 8,2 jours en juillet. Pour la période 1991-2020, la température moyenne annuelle observée sur la station météorologique la plus proche, située sur la commune du Plessis-Belleville à 11 km à vol d'oiseau, est de 11,4 °C et le cumul annuel moyen de précipitations est de 661,7 mm,. Pour l'avenir, les paramètres climatiques de la commune estimés pour 2050 selon différents scénarios d'émission de gaz à effet de serre sont consultables sur un site dédié publié par Météo-France en novembre 2022.

### Paysages
Les bois et forêts, le bois de Morrière et la Garenne de Charlepont, sont des massifs annexes de la forêt d'Ermenonville. Au sud de la RD 922, l'on trouve des surfaces agricoles, des pépinières mais aussi des bois, dont notamment le bois de Nerval déjà cité. Quelques chemins ruraux se proposent à la promenade et permettent de rejoindre les villages voisins à pied. Par contre, tout le reste du territoire communal, avec les paysages les plus pittoresques, est presque complètement inaccessible voire invisible au public, du fait de sa couverture par de grands domaines privés et clôturés. La RD 607 pour Thiers-sur-Thève et la route de Charlepont sont les seuls chemins ouverts dans ce vaste secteur. Le bois de Morrière ne peut être découvert que depuis le chemin communal dit de la Tournelle, sur le territoire communal de Plailly, reliant la RD 607 au bourg. Cette situation est en même temps favorable à la protection de la flore très précieuse ici, avec des sites de landes que le parc naturel régional tente de sauvegarder avec le concours du Conservatoire d'espaces naturels de Picardie et les propriétaires

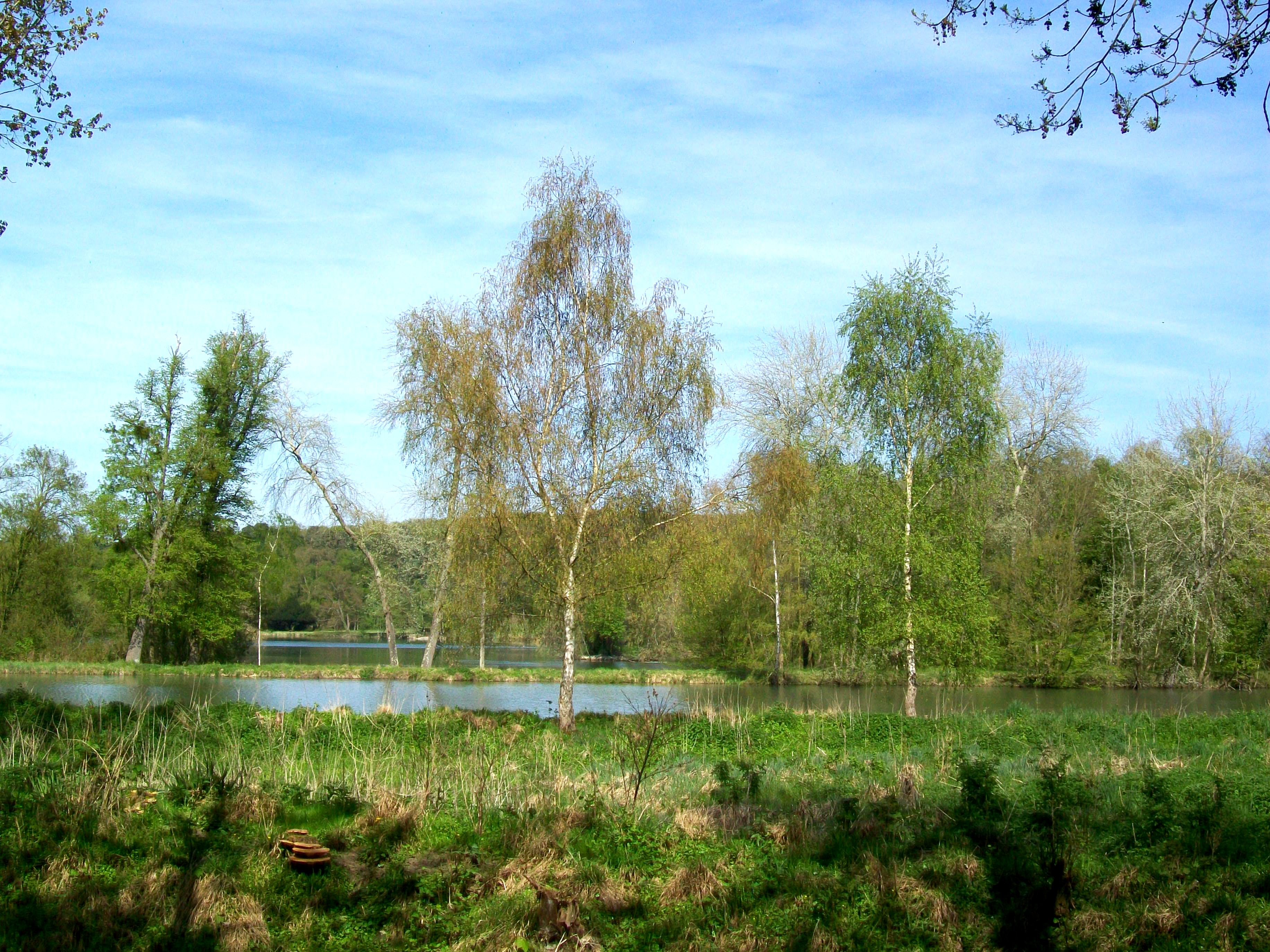
Les étangs Colbert et de Vallière, inaccessibles au public.
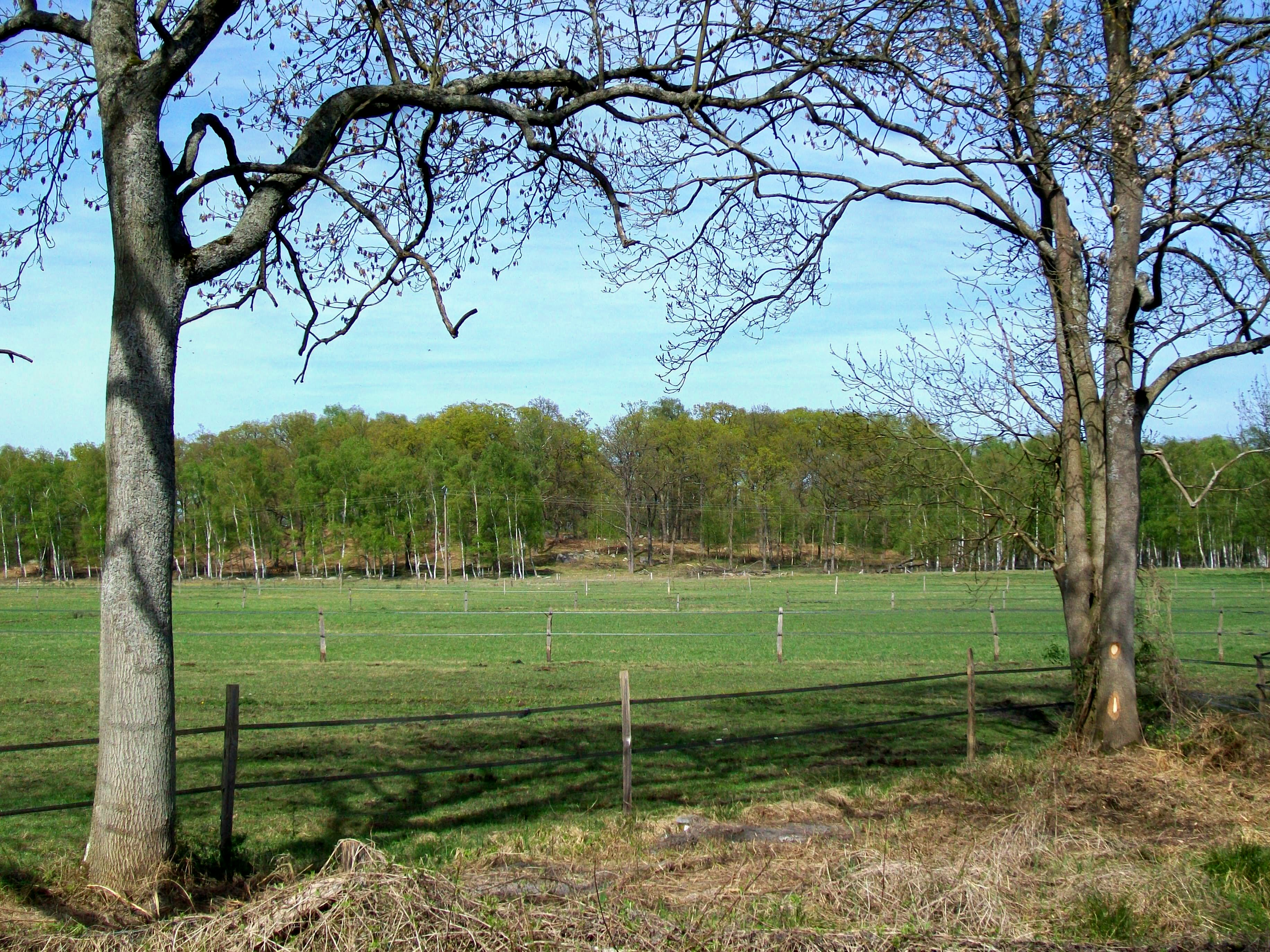
La prairie de Charlepont.

### Milieux naturels et biodiversité
Le patrimoine naturel et paysager de Mortefontaine est protégé par deux ZNIEFF du type 1. La ZNIEFF n° national 220014323 « Massif forestier de Chantilly / Ermenonville » concerne sur Mortefontaine notamment le domaine de Vallière et ses abords. La ZNIEFF n° national 220014325 « Bois de Morrière » comprend l'ensemble de ce bois privé, ainsi que les parties de la Garenne de Charlepont situées à l'extérieur du site des pistes d'essai automobiles du CERAM. 
L'ensemble du territoire communal sauf le domaine de Vallière fait partie du site classé « Forêts d'Ermenonville, de Pontarmé, de Haute-Pommeraie, butte et clairière de Saint-Christophe », créé par arrêté du 28 août 1998 sur la base de la loi du 2 mai 1930 relative à la protection des monuments naturels et des sites de caractère artistique, historique, scientifique, légendaire ou pittoresque. Le domaine de Vallière a fait l'objet d'un site inscrit de 330 ha en 1947, devenu site classé par arrêté du 10 avril 1961. L'autre partie de l'ancien parc de Mortefontaine représentant 40 ha  est devenu site inscrit par arrêté du 27 mars 1947 également, mais n'est pas devenu site classé pour le moment. Tout le reste de la commune entre dans le site inscrit de la vallée de la Nonette, créé par arrêté du 6 février 1970. Ce site inscrit a préfiguré le parc naturel régional Oise-Pays de France pour sa partie située dans l'Oise, créé par décret du 13 janvier 2004 et incorporant l'ensemble de la commune de Mortefontaine.

## Urbanisme

### Typologie
Au 1er janvier 2024, Mortefontaine est catégorisée commune rurale à habitat dispersé, selon la nouvelle grille communale de densité à sept niveaux définie par l'Insee en 2022.
Elle est située hors unité urbaine. Par ailleurs la commune fait partie de l'aire d'attraction de Paris, dont elle est une commune de la couronne,. 

### Occupation des sols

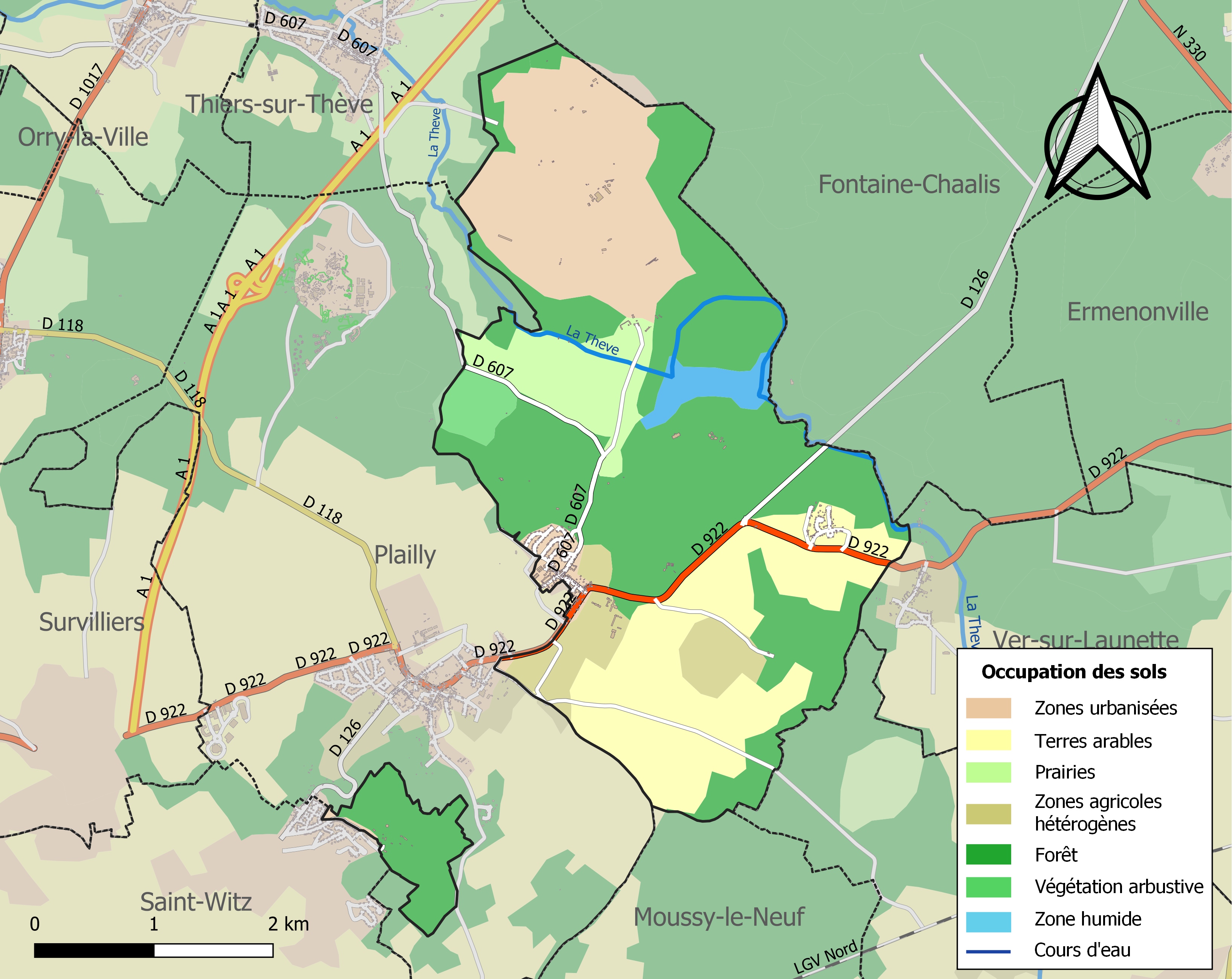
Carte des infrastructures et de l'occupation des sols de la commune en 2018 (CLC).

L'occupation des sols de la commune, telle qu'elle ressort de la base de données européenne d'occupation biophysique des sols Corine Land Cover (CLC), est marquée par l'importance des forêts et milieux semi-naturels (47,6 % en 2018), une proportion sensiblement équivalente à celle de 1990 (47,8 %). 
La répartition détaillée en 2018 est la suivante : forêts (45,7 %), terres arables (18,8 %), espaces verts artificialisés, non agricoles (17,6 %), prairies (6,4 %), zones agricoles hétérogènes (5,7 %), eaux continentales (2 %), zones urbanisées (1,9 %), milieux à végétation arbustive et/ou herbacée (1,9 %). 
L'évolution de l'occupation des sols de la commune et de ses infrastructures peut être observée sur les différentes représentations cartographiques du territoire : la carte de Cassini (XVIIIe siècle), la carte d'état-major (1820-1866) et les cartes ou photos aériennes de l'IGN pour la période actuelle (1950 à aujourd'hui).

### Lieux-dits, hameaux et écarts
Outre le village, la commune comprend deux hameaux : Montaby, zone pavillonnaire avec une poignée de maisons anciennes à la limite avec la commune de Ver-sur-Launette et son hameau de Loisy, ainsi que Charlepont, sur la Thève au nord du domaine de Vallière. Ce hameau est constitué aujourd'hui pour l'essentiel d'un haras et d'une ferme équestre.

### Habitat et logement
En 2021, le nombre total de logements dans la commune était de 407, alors qu'il était de 391 en 2016 et de 376 en 2011. 
Parmi ces logements, 85,3 % étaient des résidences principales, 4,5 % des résidences secondaires et 10,2 % des logements vacants. Ces logements étaient pour 75,2 % d'entre eux des maisons individuelles et pour 23,8 % des appartements. 
Le tableau ci-dessous présente la typologie des logements à Mortefontaine en 2021 en comparaison avec celle de l'Oise et de la France entière. Une caractéristique marquante du parc de logements est ainsi une proportion de résidences secondaires et logements occasionnels (4,5 %) supérieure à celle du département (2,4 %) mais inférieure à celle de la France entière (9,7 %). 
| Typologie                                               | Mortefontaine | Oise | France entière |
| ------------------------------------------------------- | ------------- | ---- | -------------- |
| Résidences principales (en %)                           | 85,3          | 90,5 | 82,2           |
| Résidences secondaires et logements occasionnels (en %) | 4,5           | 2,4  | 9,7            |
| Logements vacants (en %)                                | 10,2          | 7    | 8,1            |

### Voies de communication et transports

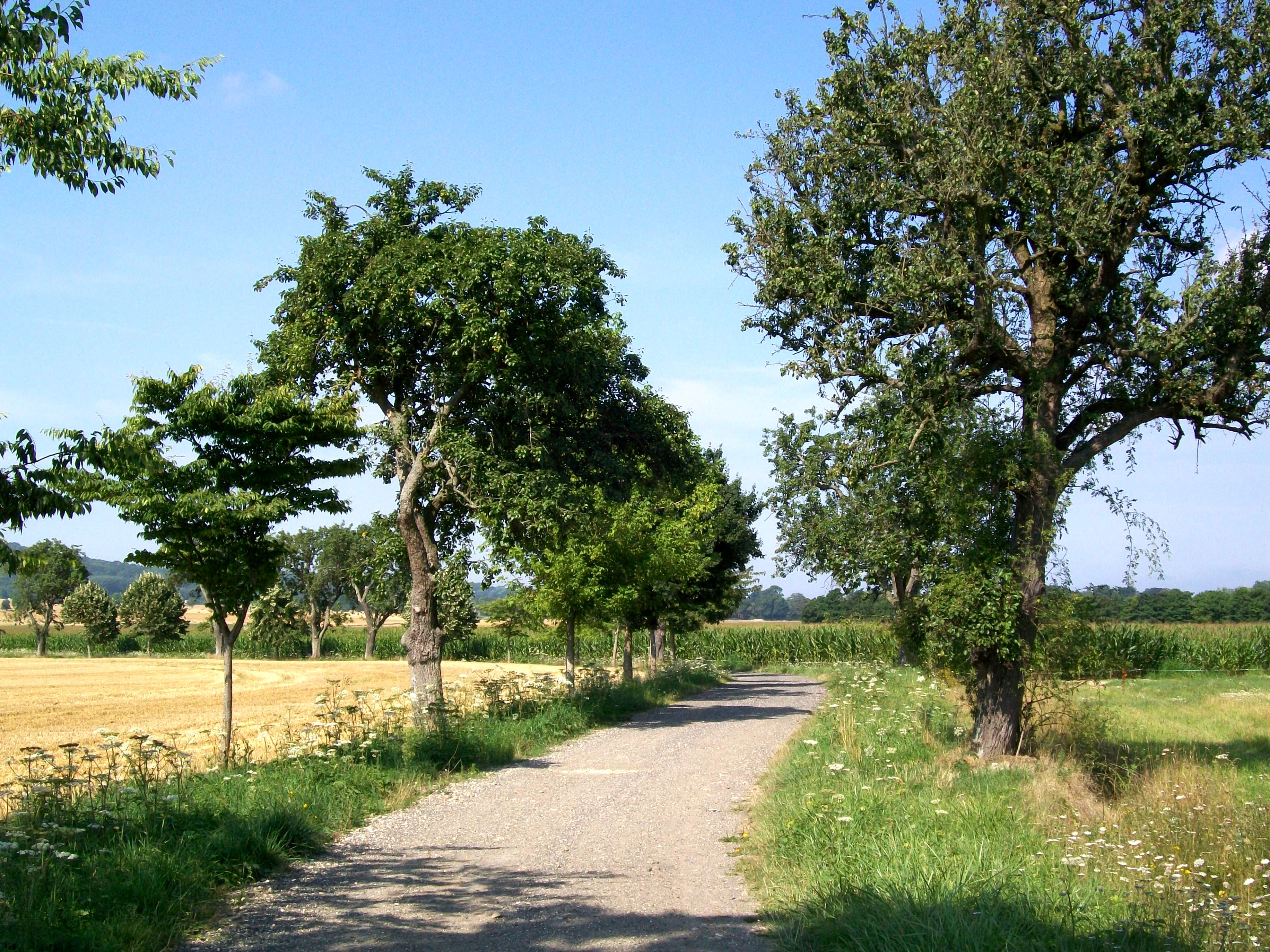
Chemin rural dit voirie des Rouliers, vers le bois de Nerval.

Les principaux axes routiers sont l'ancienne route nationale 322 (actuelle RD 922) dans un sens est-ouest, en provenance d'Ermenonville et de Fontaine-Chaalis (RD 126) et en direction de Survilliers, Fosses et Luzarches ; ainsi que la RD 126 déjà citée. Cette dernière fait tronc commun avec la précédente entre Mortefontaine et Plailly, et relie Mortefontaine à Saint-Witz, à l'A1 et à la RD 317 près de Marly-la-Ville. Dans le Val-d'Oise, elle devient la RD 10. 
En plus de ces deux routes, la RD 607 relie Mortefontaine à Thiers-sur-Thève, Pontarmé et à la RD 1017 menant à Senlis. 
La commune est desservie, en 2023, par les lignes 6207, 6212, 6213, 6214 et 6222 du réseau interurbain de l'Oise. Elle est également desservie par la ligne 719 du réseau de bus Roissy Est, les lignes R104, R105, R106, R107, R108 et R109 du réseau de bus Roissy Ouest et par la ligne 50 du réseau de bus Haut Val-d'Oise.
La commune est également desservie par le service de transport à la demande gratuit Flexobus.

## Toponymie
Le nom de la localité est attesté sous les formes de Mortua fonte (1181) ; Mortua fontana (1205) ; apud Mortuum fontem (1225) ; et mortuam fontanam (1225) ; in territorio de mortuo fonte (1231) ; de mortuo fonte (1238) ; Mortuofons (1276) ; Mortefontaine lez Plailli (1398) ; de Morfontains (XIVe siècle) ; Mortefontaine (1450) ; Mortfontaine (1475) ; de Mortuo fonte (XVe siècle) ; Morfontaine (1711).

De l'adjectif féminin de la langue d'oïl, morte (« asséchée, tarie »)  et fontaine. 
Le nom est lié à une ancienne fontaine, la « fontaine morte de Mortefontaine » qui recevait les eaux d'une source aujourd'hui tarie, devenant ainsi une « morte fontaine », comme l'indique la toponymie des lieux. Cette fontaine a été modifiée dans la seconde moitié du XIXe siècle, en lui ajoutant un fronton et en atténuant son bossage et ses joints verticaux.

## Histoire

### Moyen Âge
Louis Graves indiquait en 1841 que « Mortefontaine n'était qu'une simple section de la grande paroisse  de Plailly  et un fief dépendant de cette seigneurie, où se voyait une chapelier dédiée à saint Barthelemy. Guy le Jeune, écuyer, de la famille des seigneurs de Plailly,  constitua une rente de douze livres parisis pour convertir la chapelle en cure qui embrassât dans sa circonscription  les hameaux de Charlepont et  de Montaby, ce qui fut consacré par lettres de Robert de Cressonsacq, évêque de,Senlis, datées du mois d'avril 1276..Le trésorier du chapitre de Saint-Framboung, Pelleteur, collateur de la chapelle, conserva la présentation à la nouvelle cure. 
Raoul dit l'anglois, soigneur de Mortefontaine, donna vers 1205 des droits de pâturage à l'abbaye de Chaalis sur les friches dont les limites étaient mal déterminées, comme le sont de nos jours celles des terrains communaux indivis ; cette concession amena un procès entre les moines et le châtelain de Montmélian et une transaction approuvée par une charte de Saint-Louis  datée de 1230 »

### Temps modernes
Après la destruction du manoir vers la fin du XVIe siècle dans le contexte des guerres de Religion, le seigneur de Mortefontaine, François Hotman, acquiert la châtellenie le 9 juin 1599 sans pour autant reconstruire le manoir.
En 1652, Montmélian passe à Jacques Le Coigneux, président au Parlement de Paris, et le domaine fut érigé en marquisat (avec Mortefontaine et Plailly) par acte de Louis XIV en mai 1655, puis passe aux Le Mairat, riches parlementaires, et à la famille Le Peletier, autre grande famille de parlementaires et de financiers, par le mariage en secondes noces (1694) de Louis (II) Le Peletier avec Charlotte Le Mairat de Montmélian (1677-1760). Ces changements successifs de seigneurs n'influent en rien le destin du bourg : Délaissé par ses seigneurs, il se dépeuple inexorablement courant la première moitié du XVIIe siècle en faveur de Plailly et Mortefontaine. La paroisse de Montmélian, dont Mortefontaine avait dépendu, est supprimée, et ne restent que quelques foyers.

### Révolution française et Empire
La commune de Mortefontaine, instituée lors de la Révolution française, absorbe entre 1795 et 1800 celle de Montmélian.
Joseph Bonaparte acheta le domaine de Mortefontaine en 1798. On y signa, en 1800 le traité d'amitié entre la France et les États-Unis d'Amérique dit traité de Mortefontaine et on y célébra les mariages de Caroline (en 1800) avec Joachim Murat et de Pauline (en 1803) avec Camille Borghèse.

### Époque contemporaine
En 1827, le dernier prince de Condé, père du duc d'Enghien, acquit Mortefontaine pour Sophie Dawes, baronne de Feuchères, sa maîtresse, qui en hérita à sa mort en 1830. Cette dernière, qui mourut en 1840, légua Mortefontaine à sa filleule, Sophie Thanaron (morte en 1901). En 1894, une large partie du domaine fut vendue au duc de Gramont qui y fit construire le château de Vallière en style néogothique et néo-Renaissance.
À la mort de madame Corbin, en 1901, le château de Mortefontaine passa à ses filles, la baronne de Meyronnet-Saint Marc et la comtesse Amelot de La Roussille. Le baron de Saint Marc fut maire de Mortefontaine de 1884 à 1921, année de décès de son épouse. Il prit sa retraite sur sa propriété d'Aix-en-Provence et vendit le château de Mortefontaine au comte Louis-René de Gramont vers 1928. Après la guerre, il ne trouve plus les moyens de l'entretenir correctement et le cède au Tiers-Ordre des Dominicains en 1949. Les religieuses construisent un prieuré dans le parc et ouvrent une école dans le château. Avec la construction de nouveaux bâtiments, le château n'est bientôt plus nécessaire et devient vacant, avant de trouver un acquéreur en 1985. Il accueille depuis l' « Institut Saint-Dominique », un établissement scolaire privé.
Le 2 septembre 1914, une avant-garde de 4 bataillons de la 3. Infanterie-Division traverse la forêt d'Ermenonville et se glisse, à la tombée de la nuit, dans le parc du château de Vallière, ou ils rencontrent l'arrière-garde de la 56e division de réserve, composée du 354e régiment d'infanterie et du 69e bataillon de chasseurs à pied. Après la prise du village, les Poméraniens des 2e et 9e grenadiers constatent la perte deux tués et trente blessés. Le « combat de Mortefontaine » est considéré comme le combat le plus proche de Paris et le « point extrême de l'avance ennemie ». 

Un petit monument, adossé au château de Vallière, honore la mémoire de trois soldats mort pour la France le 2 septembre 1914. Maximilien DELION, Édouard FLAMAND, André SARDAT appartenaient au 354e régiment d'infanterie.
Le 5 octobre 1944, un missile balistique V2 s'écrase sur Mortefontaine.

## Politique et administration

### Rattachements administratifs et électoraux

#### Rattachements administratifs
La commune se trouve depuis 1926 dans l'arrondissement de Senlis du département de l'Oise.  
Elle faisait partie depuis 1801 du canton de Senlis. Dans le cadre du redécoupage cantonal de 2014 en France, cette circonscription administrative territoriale a disparu, et le canton n'est plus qu'une circonscription électorale.

#### Rattachements électoraux
Pour les élections départementales, la commune fait partie depuis 2014 d'un nouveau canton de Senlis réduit de 17 à 14 communes.
Pour l'élection des députés, elle fait partie depuis 2012 de la quatrième circonscription de l'Oise.

### Intercommunalité
La commune, qui n'était jusqu'alors membre d'aucune intercommunalité à fiscalité propre,, a intégré le 1er janvier 2014 la communauté de communes de l'aire cantilienne., un établissement public de coopération intercommunale (EPCI) à fiscalité propre créé en 1994 et auquel la commune avait transféré un certain nombre de ses compétences, dans les conditions déterminées par le code général des collectivités territoriales.

### Tendances politiques et résultats
L'électorat de Mortefontaine penche au centre,  à droite et à l'extrême-droite. Corrélativement, les scores de la gauche y sont faibles.
Lors de l'élection présidentielle de 2017, les quatre premiers candidats retenus par les électeurs de la commune sont François Fillon (29,23 % des suffrages exprimés), Emmanuel Macron (26,01 %), Marine Le Pen (22,78 %) et Jean-Luc Mélenchon (9,48 %). 

Au second tour, le candidat élu Emmanuel Macron recueille 268 voix (61,47 %) et Marine Le Pen 168 voix (38,53 %), lors d'un scrutin où 21,81 % des électeurs se sont abstenus.
Lors de l'élection présidentielle de 2017, les quatre premiers candidats retenus par les électeurs de la commune sont Emmanuel Macron (29,23 % des suffrages exprimés), Marine Le Pen (23,80 %), Éric Zemmour (14,82 %) et Jean-Luc Mélenchon (11,69 %).
Au second tour, le candidat élu Emmanuel Macron recueille 226 voix (50,33 %) et Marine Le Pen 223 voix (49,67 %) lors d'un scrutin où 17,12 % des électeurs se sont abstenus.

### Liste des maires
| Période                                  | Période                        | Identité                                             | Étiquette | Qualité                                                              |
| ---------------------------------------- | ------------------------------ | ---------------------------------------------------- | --------- | -------------------------------------------------------------------- |
| Les données manquantes sont à compléter. |                                |                                                      |           |                                                                      |
|                                          |                                |                                                      |           |                                                                      |
|                                          |                                | Pierre Bouchard[réf. nécessaire]                     |           |                                                                      |
|                                          |                                | Prosper Parent[réf. nécessaire]                      |           |                                                                      |
|                                          |                                | Achille Fleury[réf. nécessaire]                      |           |                                                                      |
|                                          |                                | Eugène Chantrier[réf. nécessaire]                    |           |                                                                      |
|                                          |                                | Jean Alny[réf. nécessaire]                           |           |                                                                      |
|                                          |                                | Jean Charles Amelot de la Roussille[réf. nécessaire] |           | Comte Amelot de La Roussille                                         |
| 1884                                     | 1921                           | François Boyer de Fonscolombe de Meyronnet           |           | Baron de Saint Marc                                                  |
|                                          |                                |                                                      |           |                                                                      |
| mars 1987                                | mai 2020                       | Christian Lamblin                                    |           |                                                                      |
| mai 2020                                 | En cours (au 24 janvier 2024.) | Jacques Fabre                                        |           | Commandant de bord chez CityJet Ancien officier de l'armée de l'air. |

## Équipements et services publics

### Enseignement
Les enfants de la commune sont scolarisés dans son école municipale. 
Mortefontaine accueille également l'« Institut Saint-Dominique » (avec école, collège, lycée), un établissement scolaire privé catholique sous contrat d'association avec l’État qui accueille aujourd'hui[Quand ?] plus de 1 560 élèves du CE2 à la terminale[réf. nécessaire].
Les enfants poursuivent habituellement leurs études au collège du Servois,  à La Chapelle-en-Serval, puis au lycée Hugues-Capet ou au lycée privée Saint-Vincent, à Senlis.

## Population et société

### Démographie

#### Évolution démographique
L'évolution du nombre d'habitants est connue à travers les recensements de la population effectués dans la commune depuis 1793. Pour les communes de moins de 10 000 habitants, une enquête de recensement portant sur toute la population est réalisée tous les cinq ans, les populations de référence des années intermédiaires étant quant à elles estimées par interpolation ou extrapolation. Pour la commune, le premier recensement exhaustif entrant dans le cadre du nouveau dispositif a été réalisé en 2008.

En 2022, la commune comptait 859 habitants, en évolution de +1,54 % par rapport à 2016 (Oise : +0,87 %, France hors Mayotte : +2,11 %).
| 1793 | 1800 | 1806 | 1821 | 1831 | 1836 | 1841 | 1846 | 1851 |
| ---- | ---- | ---- | ---- | ---- | ---- | ---- | ---- | ---- |
| 378  | 415  | 520  | 438  | 487  | 401  | 387  | 370  | 308  |

| 1856 | 1861 | 1866 | 1872 | 1876 | 1881 | 1886 | 1891 | 1896 |
| ---- | ---- | ---- | ---- | ---- | ---- | ---- | ---- | ---- |
| 367  | 399  | 359  | 391  | 402  | 417  | 344  | 378  | 470  |

| 1901 | 1906 | 1911 | 1921 | 1926 | 1931 | 1936 | 1946 | 1954 |
| ---- | ---- | ---- | ---- | ---- | ---- | ---- | ---- | ---- |
| 461  | 448  | 446  | 346  | 385  | 357  | 376  | 319  | 598  |

| 1962 | 1968 | 1975 | 1982 | 1990 | 1999 | 2006 | 2008 | 2013 |
| ---- | ---- | ---- | ---- | ---- | ---- | ---- | ---- | ---- |
| 524  | 545  | 534  | 590  | 734  | 701  | 844  | 885  | 822  |

| 2018 | 2022 | - | - | - | - | - | - | - |
| ---- | ---- | - | - | - | - | - | - | - |
| 863  | 859  | - | - | - | - | - | - | - |

#### Pyramide des âges
La population de la commune est relativement jeune.
En 2018, le taux de personnes d'un âge inférieur à 30 ans s'élève à 36,3 %, soit en dessous de la moyenne départementale (37,3 %). À l'inverse, le taux de personnes d'âge supérieur à 60 ans est de 17,5 % la même année, alors qu'il est de 22,8 % au niveau départemental.
En 2018, la commune comptait 431 hommes pour 432 femmes, soit un taux de 50,06 % de femmes, légèrement inférieur au taux départemental (51,11 %).
Les pyramides des âges de la commune et du département s'établissent comme suit.
| Hommes | Classe d’âge | Femmes |
| ------ | ------------ | ------ |
| 0,0    | 90 ou +      | 0,5    |
| 3,9    | 75-89 ans    | 3,2    |
| 15,3   | 60-74 ans    | 12,0   |
| 25,8   | 45-59 ans    | 25,9   |
| 18,8   | 30-44 ans    | 22,0   |
| 14,2   | 15-29 ans    | 13,4   |
| 22,0   | 0-14 ans     | 22,9   |

| Hommes | Classe d’âge | Femmes |
| ------ | ------------ | ------ |
| 0,5    | 90 ou +      | 1,4    |
| 5,5    | 75-89 ans    | 7,6    |
| 15,6   | 60-74 ans    | 16,3   |
| 20,8   | 45-59 ans    | 20     |
| 19,4   | 30-44 ans    | 19,4   |
| 17,6   | 15-29 ans    | 16,2   |
| 20,6   | 0-14 ans     | 19,1   |

### Cultes
Les fidèles catholiques disposent de l'église Saint Barthélemy de Mortefontaine, rattachée à la  paroisse du Serval.

## Économie
- Le CERAM - Centre d'Essais et de Recherche Appliqués à la Mobilité, accès via la RD 607 et la commune de Thiers-sur-Thève, par un chemin privé au niveau de l'autoroute :

En 1956, le constructeur automobile Simca se dote des pistes de Mortefontaine pour la mise au point de ses véhicules. Depuis 2009, le centre est propriété de UTAC. Il fait partie de l'ensemble des moyens d'essais proposés par le Groupe UTAC et n'est donc plus réservé à un constructeur spécifique. Sur près de 2 km2, 25 km de pistes de différents types sont disponibles, protégées des regards curieux par une muraille de 8 km de long. Les pistes les plus importantes sont la « piste vitesse » de 3 km, la « piste confort » de 1,5 km et la « piste 4 x 4 » de 4,5 km, fait de chemins sinueux au milieu d'un bois. Le Groupe UTAC propose également l'organisation d'événements de marketing dans des lieux adaptés.
Le site avec toute la forêt appartient au groupement forestier Sainte-Marguerite-des-Grès, du nom de la chapelle du même nom située à proximité (non visible depuis le domaine public). Le groupement forestier regroupe les héritiers de la famille de Gramont, dont notamment la M. et Mme de Cossé-Brissac, qui ont gardé la majeure partie de l'ancien domaine de Vallière lors de la vente du château.

## Culture locale et patrimoine

### Lieux et monuments
Mortefontaine compte trois sites protégés au titre des monuments historiques sur son territoire :
- Fontaine monumentale  Classée MH (1946)[55], RD 922 - rue Gérard-de-Nerval, à l'entrée du village en venant de Plailly) :

Dans un renfoncement du mur d'enceinte du château de Mortefontaine, cette fontaine de style classique a été édifiée après 1770 par le seigneur Louis Le Peletier de Morfontaine afin de faciliter l'accès des villageois à l'eau potable. Elle porte des vers de l'abbé Delille inspirés des lieux : « Des bords fleuris où j'aimois à répandre / Le plus pur cristal de mes eaux, / Passant, je viens ici me rendre / Aux désirs, aux besoins de l'homme et des troupeaux. / En puisant les trésors de mon urne féconde, / Songe que tu les dois à tes soins bienfaisants. / Puissai-je n'abbreuver du tribut de mon onde / que des mortels paisibles et contents. ». 
Faisant honneur au nom du village, la source de la fontaine s'est tarie.
- Château de Mortefontaine  Inscrit MH (2004)[57], RD 922 - rue Gérard-de-Nerval, au milieu d'un parc entouré d'une muraille d'enceinte :

Le château a été bâti entre 1600 et 1630 pour Philippe Hotman, dont le père François Hotman avait racheté la seigneurie de Mortefontaine en 1570 et celle de Montmélian-Plailly en 1599 avant de mourir un an plus tard.
Le château est dans la propriété des Le Peletier entre 1680 et la Révolution française. Louis Le Peletier de Morfontaine fait aménager un jardin anglais autour de 1780. Ensuite, un autre propriétaire célèbre est Joseph Bonaparte, entre 1798 et 1814, qui agrandit le parc et l'agrémente de fabriques supplémentaires.
Le Grand parc est soustrait du domaine en 1894 et devient le parc du château de Vallière. Dans le parc du château historique, rien ne subsiste de ces aménagements des XVIIIe et XIXe siècles. Entre 1949 et 1985, le château appartient à l'Institut Saint-Dominique, puis devient hôtel de luxe, avant de retrouver finalement sa vocation initiale de résidence.
Le château se compose d'un logis principal d'un étage sur sept travées, avec un corps central légèrement saillant, précédé d'un porche supporté par quatre colonnes à l'antique sur la façade nord. S'y ajoutent deux pavillons d'angle de trois étages, dont les hautes toitures sont perpendiculaires au toit principal. Les façades assez austères sont animées par des chaînages et corniches uniquement.
Le parc du château est fermé au public, et le château n'est pas visible depuis le domaine public.
- Château de Vallière  Inscrit MH (1975, partiellement)[60], RD 922 - rue Gérard-de-Nerval[61]) : Construit en 1894 pour Agénor duc de Gramont et son épouse née Marguerite de Rothschild, dans le Grand parc du vaste domaine de Mortefontaine, ce château présente un style éclectique néo-gothique de par ses volumes, avec des façades, baies, toitures et cheminées de style Renaissance inspirés des châteaux de la Loire et plus particulièrement pour ses quatre tours d'angle de celui d'Azay-le-Rideau.

Après le décès de son père en 1925, Armand de Gramont devient le 12e duc de Gramont et hérite du château, alors que son frère Louis-René de Gramont achète pour lui le château de Mortefontaine en 1927. Lui succède Henri-Armand comme 13e duc en 1962, et vingt ans plus tard, il vend la partie la plus emblématique du domaine.
Depuis 1982, le château de Vallière et le Grand parc ne sont plus dans la famille de Gramont et appartiennent aujourd'hui à l'émir Al-Tajir Mahdi, homme d'affaires milliardaire des Émirats arabes unis dont la résidence principale est à Dubaï,.
Le parc du château, conçu par Louis Le Peletier est fermé au public, et le château n'est visible que de loin depuis le domaine public.

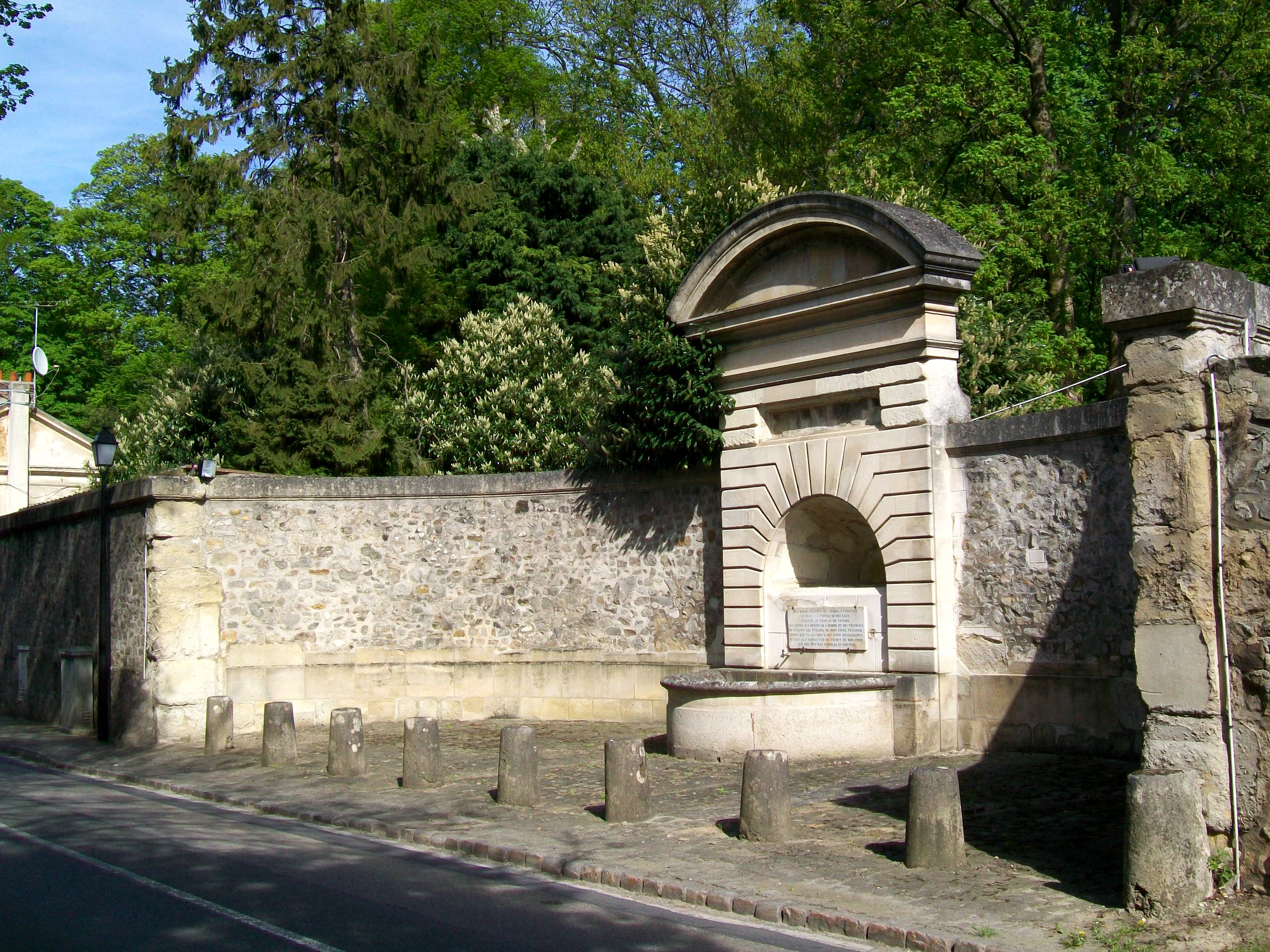
Fontaine monumentale à l'entrée du village.
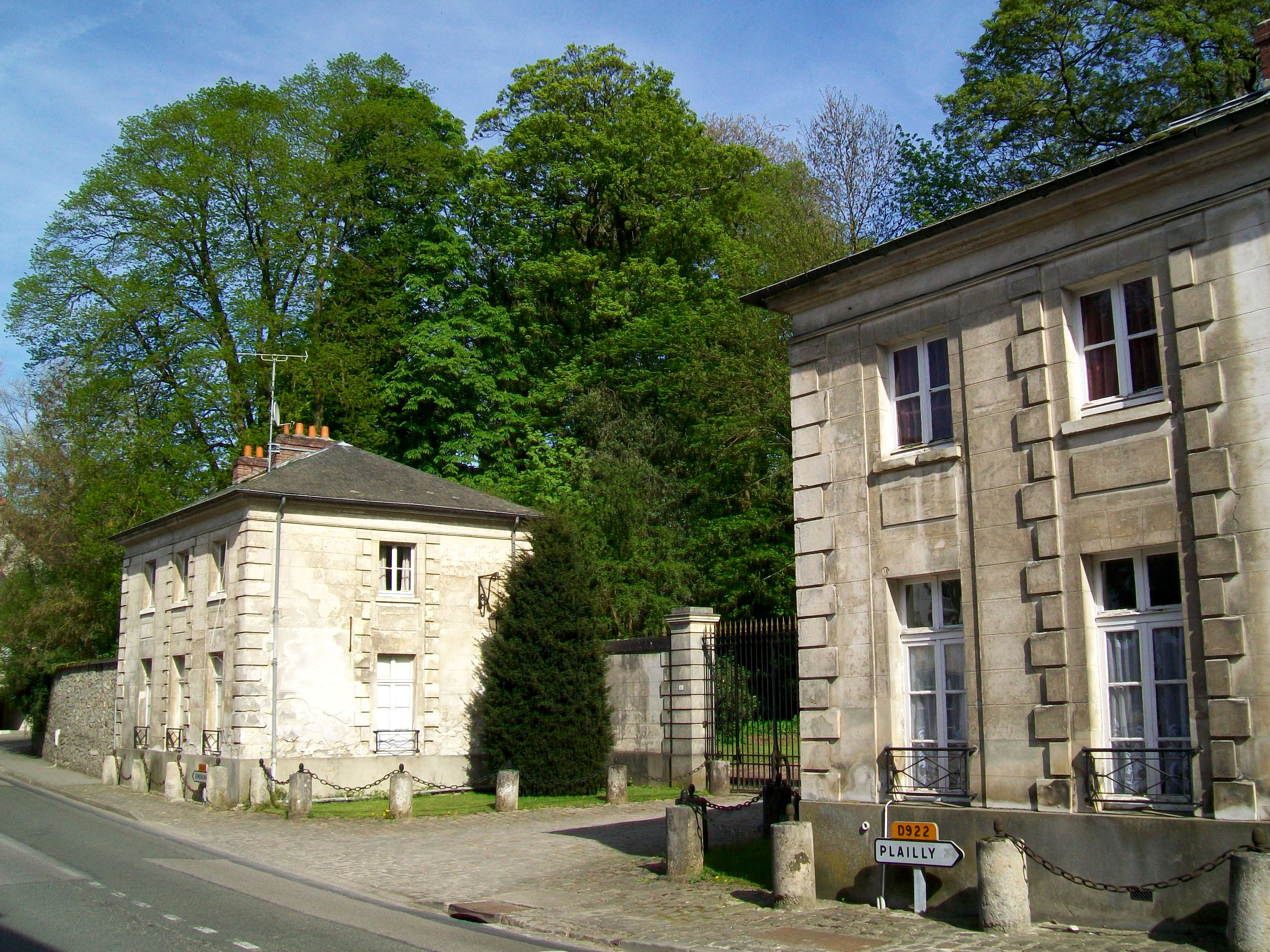
Pavillons d'entrée du château de Mortefontaine.
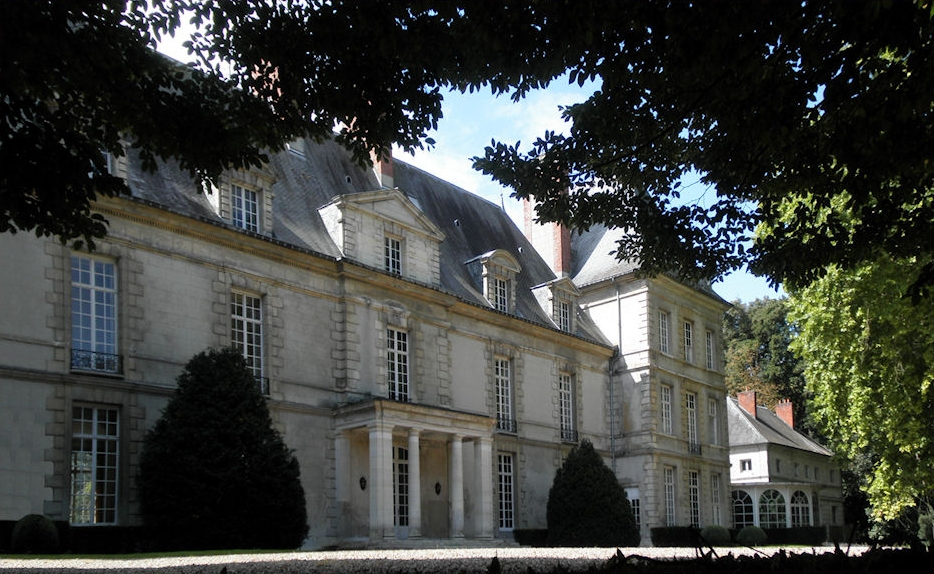
Château de Mortefontaine, façade nord vers le village.
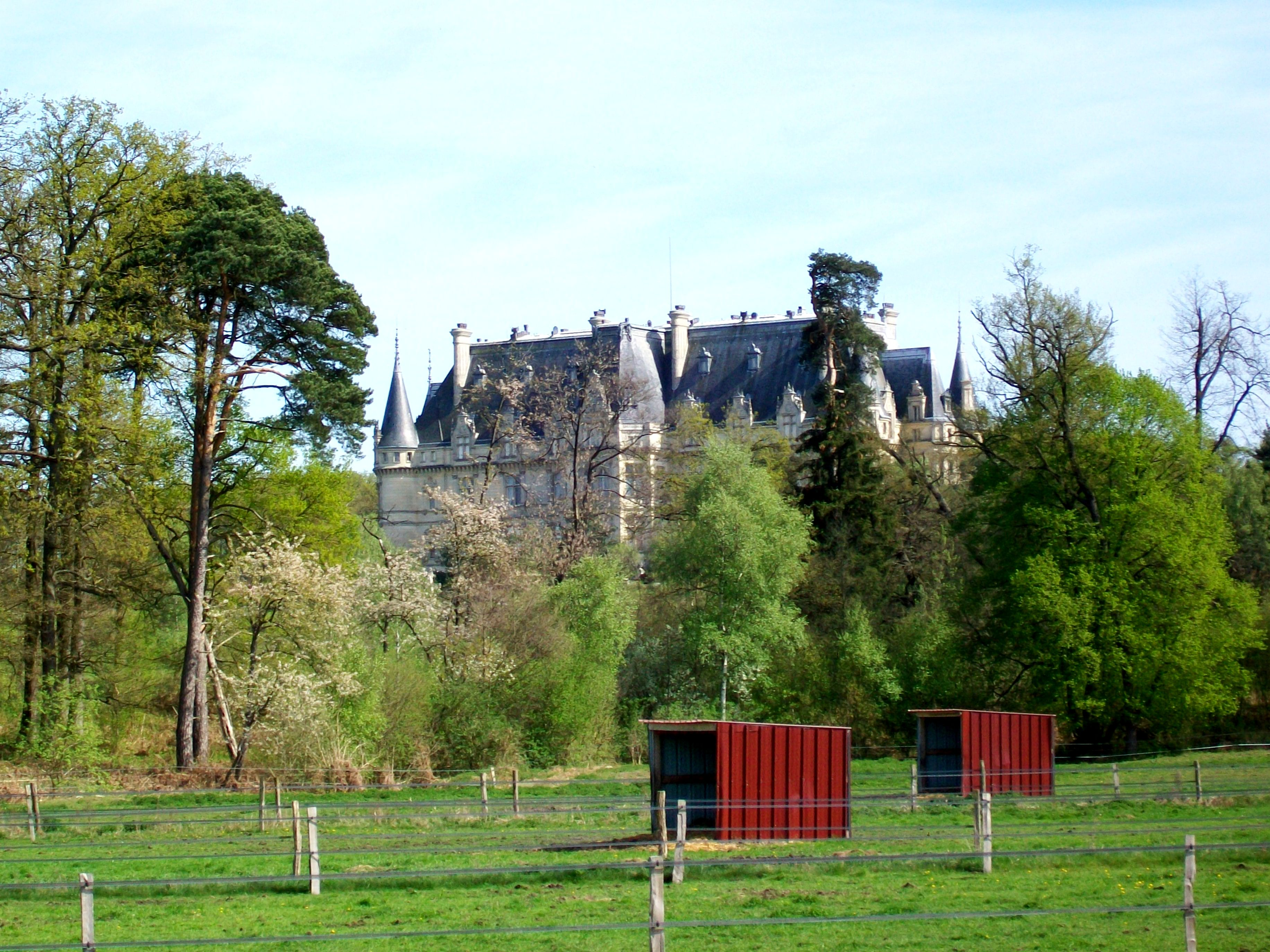
Château de Vallière, vu depuis Charlepont.

On peut également noter :
- Église Saint-Barthélémy : Au début, Mortefontaine ne possédait qu'une chapelle, et le village était rattaché à la paroisse de Plailly.

La chapelle est érigée en église paroissiale en 1276, mais rien n'en subsiste, et l'église actuelle est édifiée au XVIe siècle. Extérieurement très sobre et sans aucune décoration, l'intérieur se présente dans un style gothique flamboyant assagi.
La nef de cinq travées communique avec son unique bas-côté au sud par des grandes arcades en tiers-point, et se termine par une abside à pans coupés. Le clocher se dresse au-dessus de la première travée du bas-côté. Toutes les travées sont voûtées d'ogives en tiers-point, et les doubleaux sont également en tiers-point. Par contre, les cul-de-lampe qui reçoivent la retombée des voûtes dans le bas-côté, ainsi que les deux chapiteaux de la seconde travée de la nef traduisent clairement l'influence de la Renaissance,.
Le mariage civil[Passage problématique] de Caroline Bonaparte et Joachim Murat fut célébré dans l'église le 20 janvier 1800.
- Chapelle Notre-Dame-de-toutes-Grâces du couvent des Sœurs dominicaines, réalisé sur les plans de l’architecte Bouquerel et consacrée en 1951, Elle contient une remarque charpente en forme de carène de bêateu, inspirée des ouvrages médiévaux, et des vitraux dus au maître verrier Fleury[67]

- Tour carrée de Montmélian :

Située sur le petit plateau au sommet de la butte, à une altitude de plus de 200 m, cette tour fortifiée rectangulaire édifiée vers 1205 est le seul vestige du manoir des seigneurs de Vernon du XIIIe siècle.
Comme André Châtelain le fait remarquer à juste titre, rien n'indique que la construction avait un caractère militaire ou défensif, puisqu'il y avait déjà un château fort sur place : le château royal. Les deux édifices avaient coexisté pendant 273 ans jusqu'à la destruction du château dans la guerre de la Ligue.
La famille de Vernon habitait le manoir pendant 78 ans avant de le céder à l'abbaye de Saint-Denis (déjà propriétaire des terres de Saint-Witz), qui l'utilisait comme domicile pour quelques moines.
Les murs sont plutôt minces avec 120 cm d'épaisseur, et les grandes fenêtres proches du sol. Le bâtiment rectangulaire occupe une superficie au sol de 16,4 m sur 9,5 m, et il en subsistent deux façades et une troisième pour moitié, sur une hauteur d'environ dix mètres. Les murs sont constitués de moellons de silex, avec des joints en mortier jaune comportant de nombreuses pierre de calage. Le premier étage fut apparemment élevé sur un soubassement bas et sans fenêtres. Au premier étage, sept baies sous arcs plein cintre restent visibles, dont trois sont bouchées. Le second étage comporte encore cinq fenêtres et les traces de deux autres, puis d'une porte. Sur les arcatures de cet étage restent des vestiges de décorations en tiers-point. Chaque étage comportait une cheminée.
- Haras de Charlepont, route privée de Charlepont, par la RD 607 :

Charlepont est encore un hameau au XVIIIe siècle. C'est aujourd'hui un haras et une ferme équestre, sur un site pittoresque au pied d'une colline boisée au nord, avec des vastes prairies au sud, d'où l'on aperçoit le château de Vallière voisin. La toute jeune Thève traverse ce site champêtre. Le haras faisait initialement partie des dépendances du château de Vallière et lui est contemporain.
- Tour Rochefort, à l'ouest de la RD 607 après la route de Charlepont :

On aperçoit de loin cette tour sur une petite colline rocheuse, sur un site dit « la Roche Pauvre ». La végétation y est effectivement clairsemée et fait de bouleaux, petits pins et bruyères. La tour est une fabrique de jardin du parc de Mortefontaine de Joseph Bonaparte, conçu comme une fausse ruine devant évoquer un ermitage. Longtemps laissée à l'abandon, la tour a récemment été restaurée et pour la première fois été équipée de fenêtres.
- Golf de Mortefontaine, accès via la RD 607 et la commune de Thiers-sur-Thève, par un chemin privé au niveau de l'autoroute :

ce terrain de golf se situe autour de la butte du Maulois, l'un des principaux sites de landes de la forêt d'Ermenonville. Armand de Gramont avait découvert le golf en 1896, à Dieppe. Le jeune comte fait tout d'abord aménager un petit parcours près du potager du château. Sa rencontre avec l'architecte de golf Tom Simpson en Angleterre est décisif pour son projet de création d'un vrai terrain de golf sur le vaste domaine familial. Il demande à ses parents la permission de reconvertir l'ancien terrain de polo, et l'inauguration est célébré le 15 octobre 1913 en la présence de joueurs célèbres.
Après la Première Guerre mondiale et la mort du duc de Gramont, Armand trouve le luxe d'un terrain privé excessif, et se lance dans la fondation d'un club de golf, liée à la création d'un nouveau parcours, sur le site actuel. La réalisation est de nouveau confiée à Tom Simpson, qui conçoit un cadre paysager exceptionnel partant des particularités du terrain et son sol sablonneux. Les pins plantés à l'époque ont aujourd'hui conquis le paysage des alentours. Charles Siclis signe les plans du club house.
- Jardin d'agrément dit La Grange, aménagé en 1770 sur les plans de Louis Le Peletier[74]

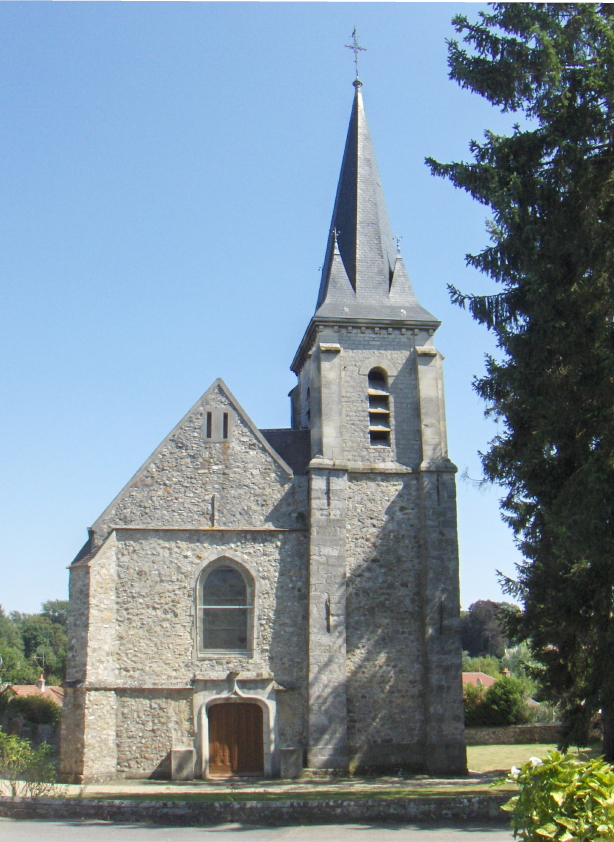
Église Saint-Barthélémy.
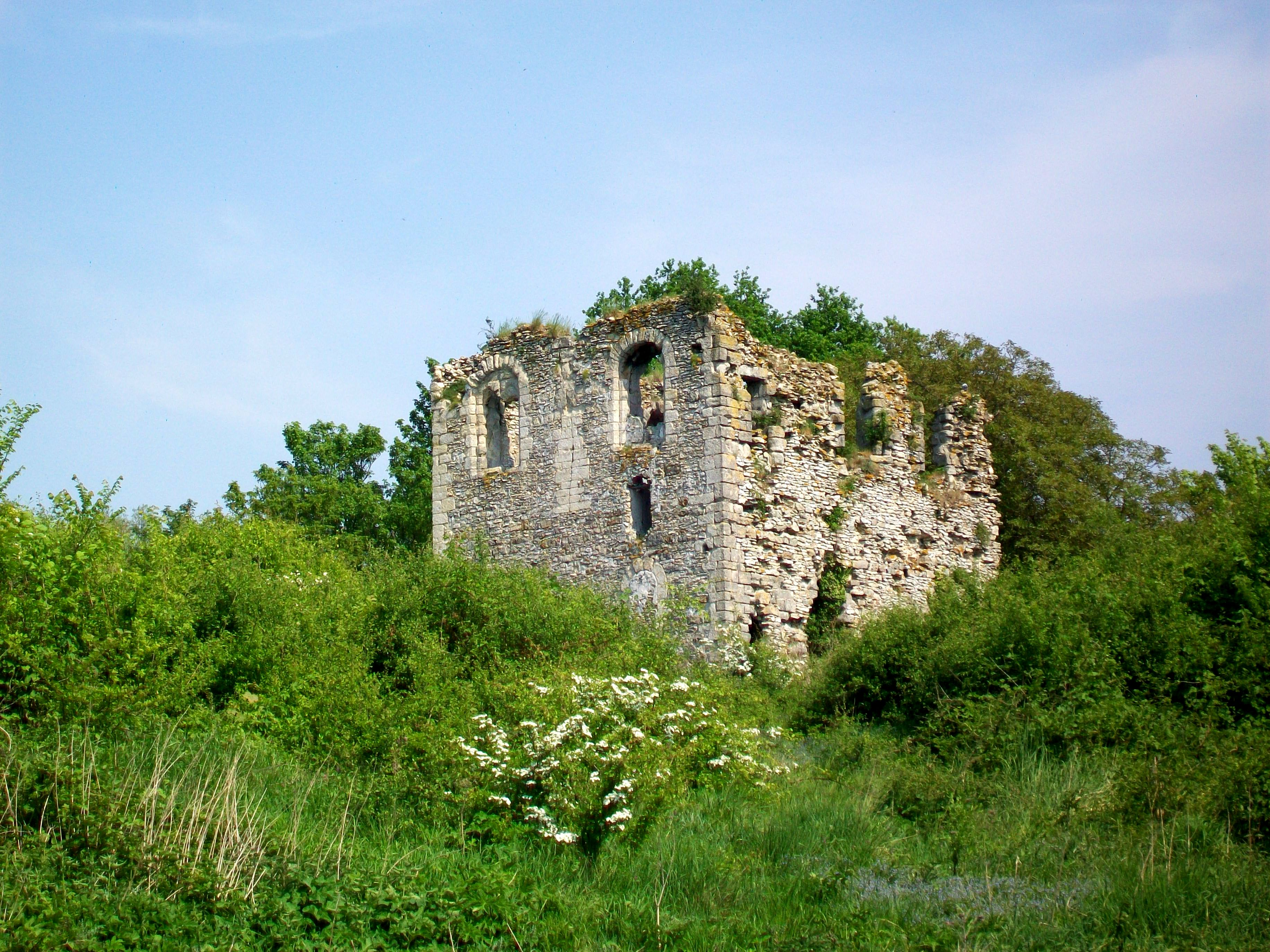
Tour Carrée de Montmélian.
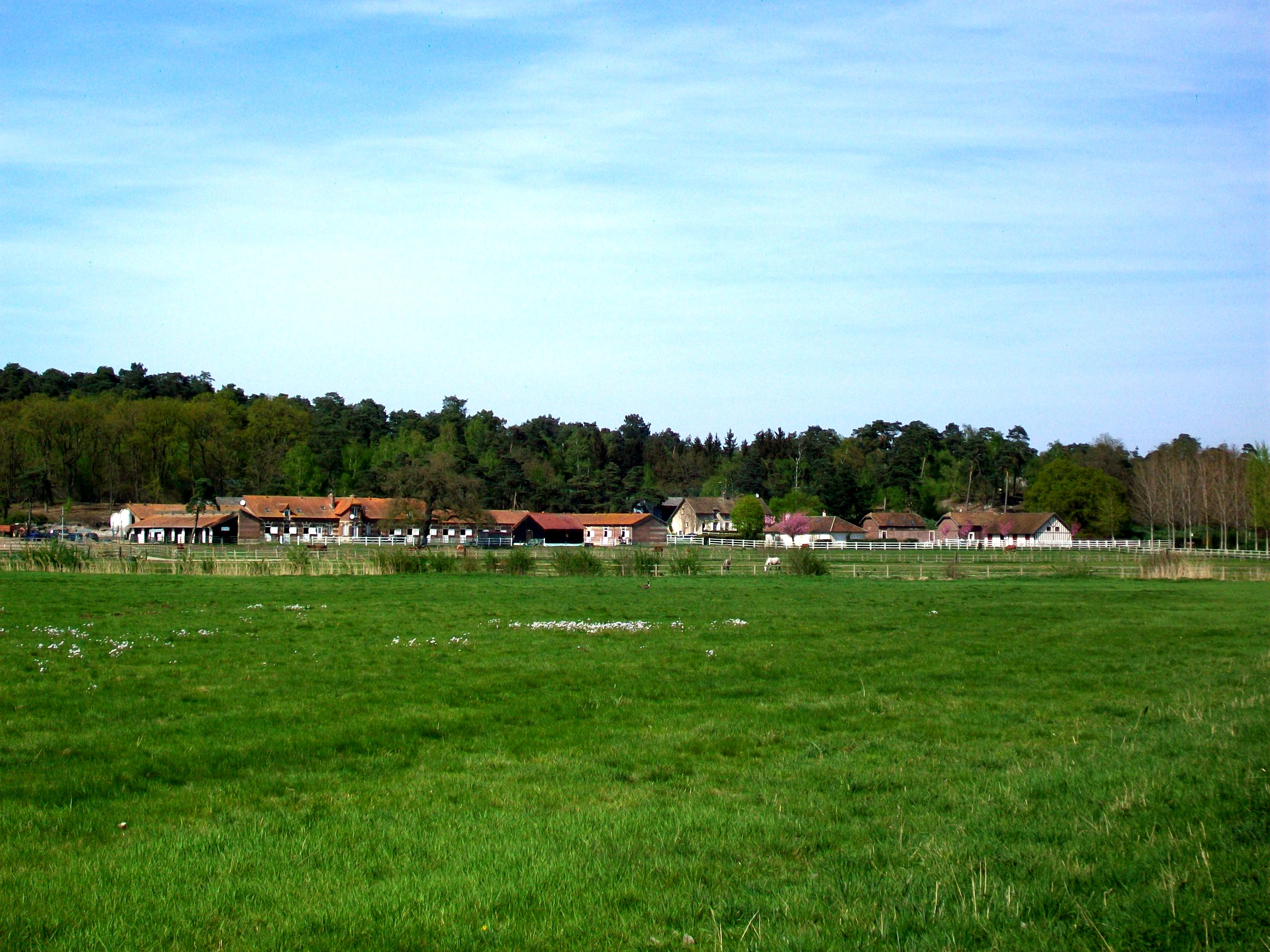
Haras de Charlepont.
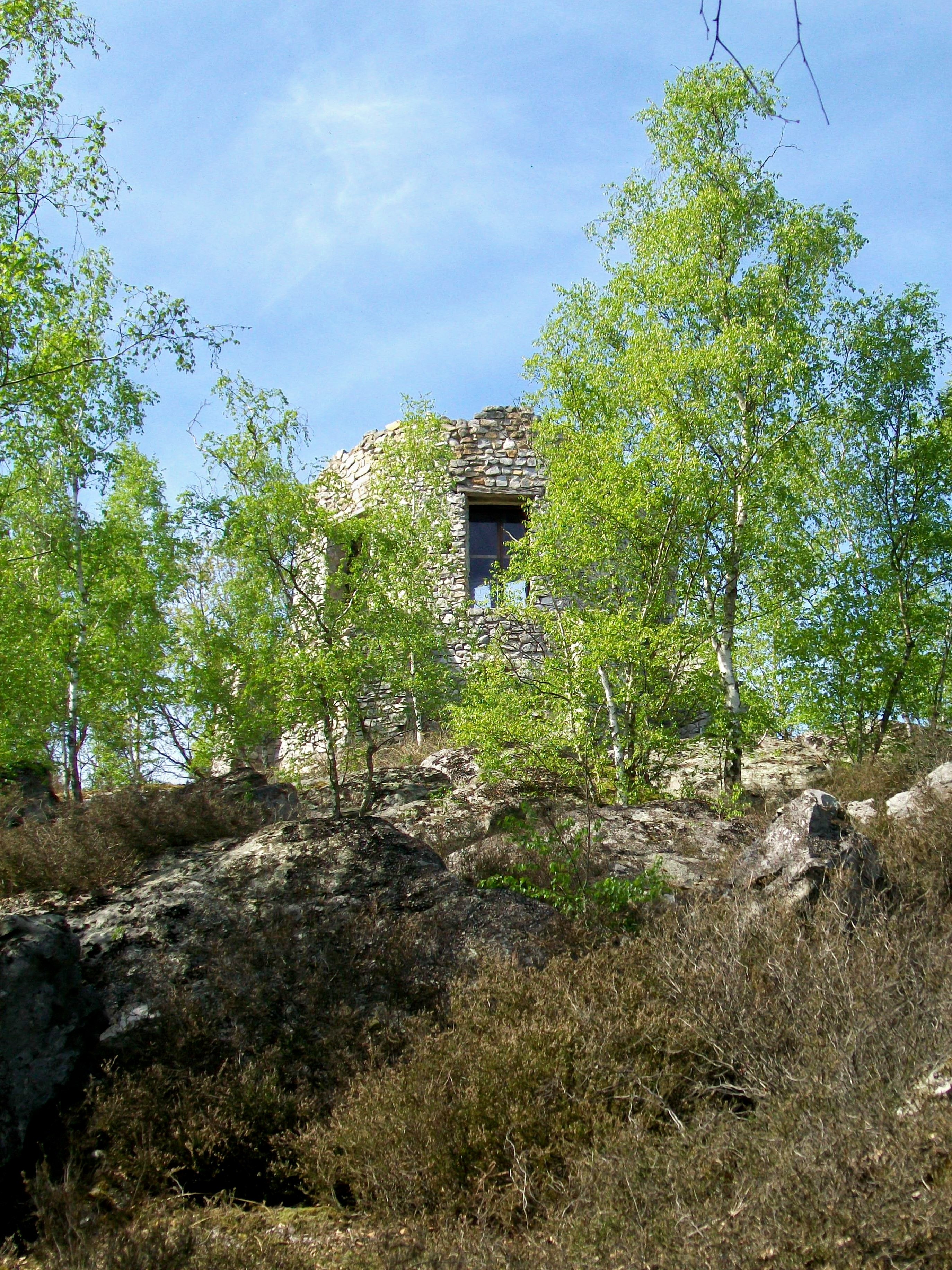
La tour Rochefort.
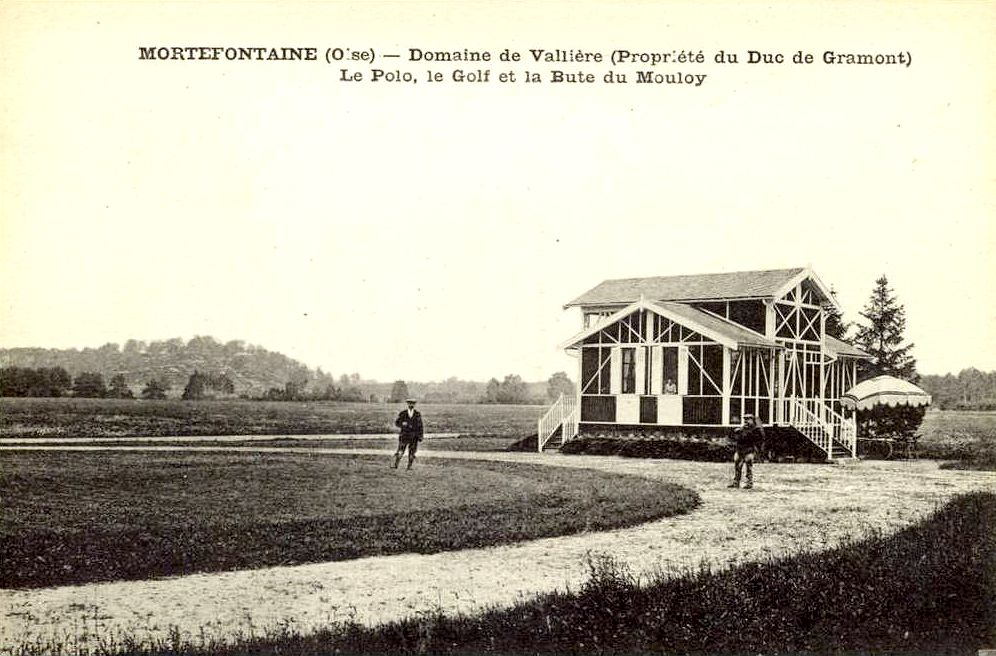
Golf de Morfontaine.

### Mortefontaine dans les arts et la culture
- Francis Carco (1886-1958) publie un recueil de poésie intitulé « Mortefontaine : suite nervalienne », édité par Émile-Paul Frères en 1946[75].

- Mortefontaine a fait l'objet, en 2017, d'un feuilleton documentaire radiophonique en 5 épisodes, réalisé par Léa Veinstein et diffusé sur France Culture. Y sont évoqués les disparités sociologiques de la commune, le phénomène de désertification, le poids de l'électorat Front national, la réputation de son lycée privé, ou bien encore le voisinage et l'influence de "la Comtesse" et "l'Émir", au travers de rencontres avec plusieurs résidents du village[76].

Tableaux de Camille Corot
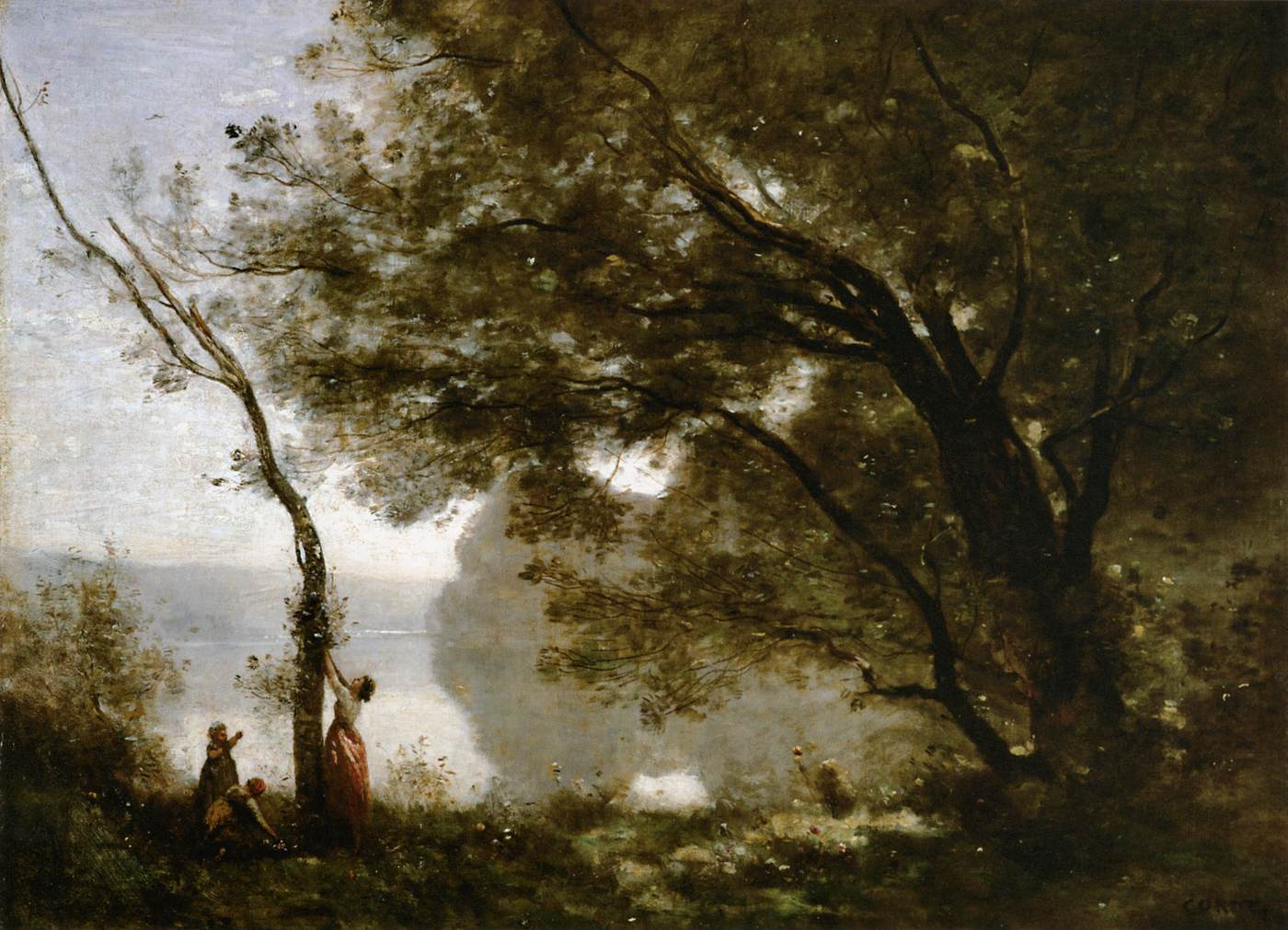
Souvenir de Mortefontaine, vers 1864 Musée du Louvre, Paris
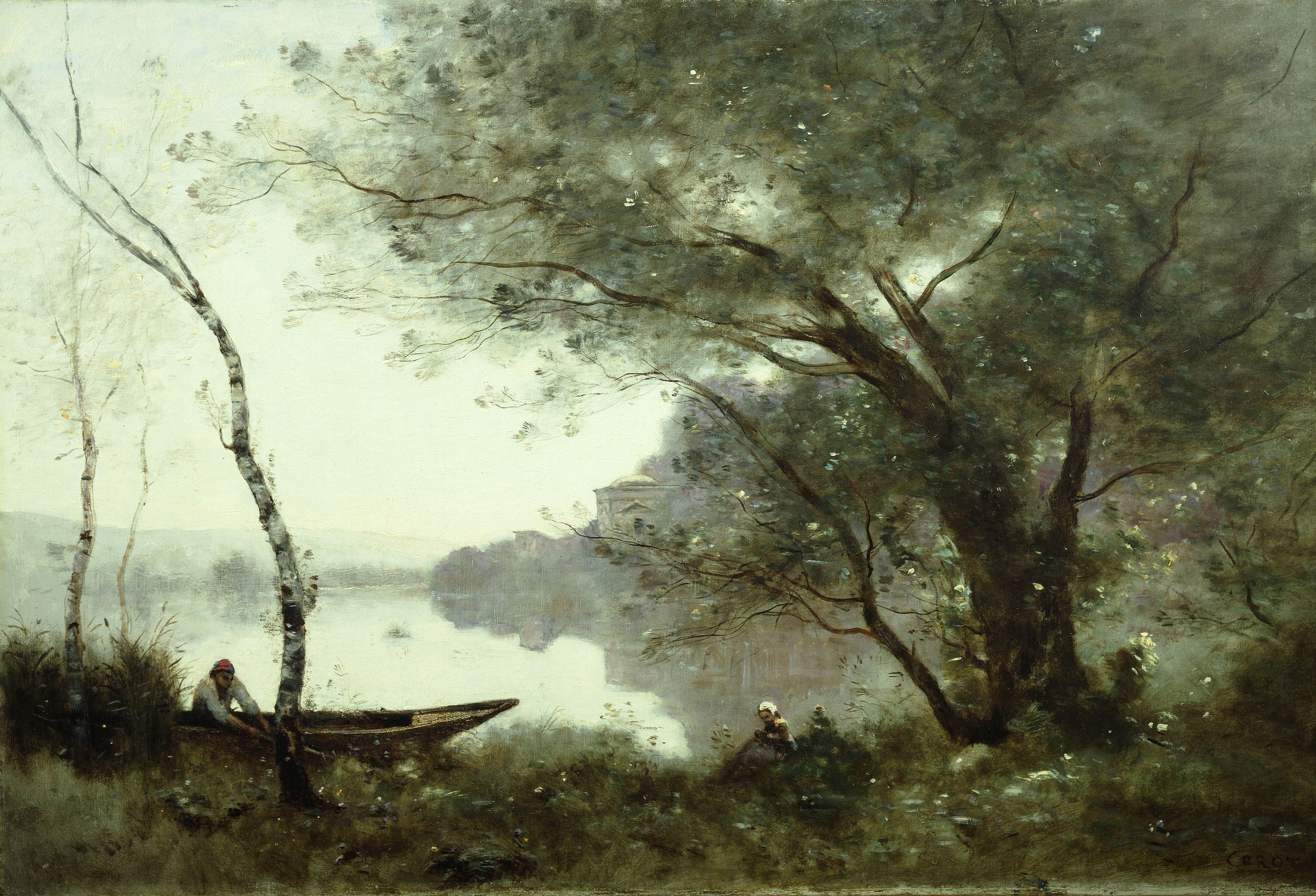
Le Batelier de Mortefontaine, 1865-1870 The Frick Collection, New York

### Personnalités liées à la commune
- Entre 1680 et 1790, le domaine de Mortefontaine appartenait à la famille Le Peletier, qui se transmettait de hautes charges au Parlement de Paris de père en fils. Parmi les plus connus sont Claude Le Peletier (1631-1711) et Louis III Le Peletier de Morfontaine (1730-1799), dernier marquis de Montmélian.
- Joseph Bonaparte (1768-1844), roi de Naples puis roi d'Espagne, achète en 1798 le domaine de Mortefontaine. C'est là qu'il signe le 3 octobre 1800 le traité de Mortefontaine, traité d'amitié avec les États-Unis d'Amérique. Il s'y retire de sa renonciation au trône d'Espagne en 1813 à son départ de France en 1815.
- Julie Clary (1771-1845), épouse de Joseph Bonaparte, habite la plupart du temps le château de Mortefontaine entre 1800 et 1814.
- Joachim Murat, maréchal de France, épouse à Mortefontaine, le 18 janvier 1800, Maria Annunziata dite Caroline Bonaparte, future Reine de Naples et sœur cadette de Napoléon 1er.
- Camille Borghèse, prince d'Empire, y épouse le 6 novembre 1803, Pauline Bonaparte, future Duchesse de Guastalla et soeur de Napoléon 1er.
- Gérard de Nerval, pseudonyme de Gérard Labrunie  (1808-1855), écrivain et un poète français, séjourne près de Mortefontaine de 1810 à 1814, chez son oncle Antoine Boucher au hameau de Loisy, puis tous les étés jusqu'à la mort de son oncle en 1820. Une rue de la commune porte son nom.
- Camille Corot (1796-1875), peintre français, a peint les étangs et le parc de Mortefontaine (actuel domaine de Vallière)[77]. La rue où se trouve la mairie porte son nom.
- Agénor de Gramont (1851-1925) fait construire le château de Vallière en 1894.
- Armand de Gramont (1879-1962), industriel et scientifique, succède à son père comme propriétaire du château de Vallière.
- Marcel Proust (1871-1922), écrivain français, séjourne souvent au château de Vallière comme ami d'Armand de Gramont.
- Pierre Mauboussin (1900-1984), ingénieur aéronautique français, est mort le 21 août 1984 à Mortefontaine.

### Héraldique
| Blason de Mortefontaine (Oise) | Blason  | De sinople à trois hérissons d'or ; à la champagne d'or chargée de deux sangliers au naturel. |
| Blason de Mortefontaine (Oise) | Détails | Le statut officiel du blason reste à déterminer.                                              |

## Pour approfondir